# Liste der österreichischen Gesandten in Venedig
Dies ist eine Liste der österreichischen Gesandten in Venedig.
1494 nahm das Erzherzogtum Österreich mit der Republik Venedig diplomatische Beziehungen auf.
1797 übergab der Doge Ludovico Manin die Stadt an Napoleon Bonaparte, der sie an Österreich-Ungarn weiterreichte. Damit endete die Republik Venedig.

## Gesandte
| Ernennung / Akkreditierung | Name                               | Bemerkungen | ernannt, während der Regierung | akkreditiert, während der Regierung | Posten verlassen |
| -------------------------- | ---------------------------------- | --- | ------------------------------ | ----------------------------------- | ---------------- |
| 9. März 1715               | Johann Graf von Colloredo-Waldsee  | Johann Baptist von Colloredo († 1729), kaiserlicher Oberhofmarschall                                                                                               | Joseph I.                      | Alvise Mocenigo II.                 | 22. Juni 1726    |
| 16. Feb. 1728              | Josef Graf Bolagno                 | Conte regio Giuseppe Bolagnos ambasciatore di s.m. Cesarea Carlo VI presso la ser./rer di Venezia                                                                  | Karl VI.                       | Alvise Mocenigo III.                | 22. Jan. 1732    |
| 1728                       | Josef von Rathgeb                  | Gesandter | Karl VI.                       | Alvise Mocenigo III.                |                  |
| 22. Juni 1732              | Ludovico Principe Pio di Savoia    | | Karl VI.                       | Carlo Ruzzini                       | 21. Dez. 1743    |
| 28. Dez. 1743              | Josef von Rathgeb                  | [ 2 ] | Maria Theresia                 | Pietro Grimani                      | 16. Juli 1747    |
| 16. Juli 1747              | Giovanni Marchese di Prié          | | Maria Theresia                 | Pietro Grimani                      | 21. Juli 1753    |
| 1747                       | Stephan von Engel                  | Gesandter | Maria Theresia                 | Pietro Grimani                      |                  |
| 13. Juli 1754              | Philipp Josef von Orsini-Rosenberg | 22. Juni 1744 – 1. Sept. 1745 Botschafter in Sankt Petersburg, 1748 Botschafter in Den Haag                                                                        | Maria Theresia                 | Francesco Loredan                   | 1. Juli 1764     |
| 5. Aug. 1764               | Jacopo di Durazzo                  | | Maria Theresia                 | Alvise Mocenigo IV.                 | 30. Okt. 1784    |
| 1773                       | Francesco Simone Corradini         | Gesandter, von Notar Giovanni da Monclassico adoptiert. | Maria Theresia                 | Alvise Mocenigo IV.                 |                  |
| 28. Juni 1785              | Karl von Breuner-Enckevoirth       | (* 30. Juli 1740 in Neuhäusl; † 17. Juli 1796 in Venedig) 30. Juni 1780 bis 4. August 1784 kaiserlicher Gesandter am Turiner Hof im Königreich Italien (1861–1946) | Joseph II.                     | Paolo Renier                        | 15. Apr. 1790    |
| 15. Apr. 1790              | Karl von Breuner-Enckevoirth       | Botschafter | Joseph II.                     | Paolo Renier                        | 17. Juli 1796    |
| 11. Aug. 1796              | Karl von Humburg                   | | Franz II.                      | Ludovico Manin                      | 12. Mai 1797     |

Quelle